# Xã Howell, Quận Towner, Bắc Dakota
Xã Howell (tiếng Anh: Howell Township) là một xã thuộc quận Towner, tiểu bang Bắc Dakota, Hoa Kỳ. Năm 2010, dân số của xã này là 28 người.